# Epicauta cavernosa
Epicauta cavernosa es una especie de coleóptero de la familia Meloidae.

## Distribución geográfica
Habita en Argentina, Brasil y Uruguay.